# Carl Friedrich Eisenberger
Carl Friedrich Eisenberger (* 13. August 1901 in Mühlbach, Oberbayern; † 28. Dezember 1993 in München) war ein deutscher Wirtschaftsjurist.

## Werdegang
Eisenberger kam als Sohn des wohlhabenden Bankbeamten Friedrich Maximilian Eisenberger und der Anna Maria Brandmaier (verw. Wannfried), einer Geliebten des Malers Franz von Stuck zur Welt. Sein Großvater war der Bad Tölzer Notar Maximilian Eisenberger. 
Die Mutter hatte aus der Beziehung zu Franz von Stuck eine Tochter (* 1896) und aus der ersten Ehe einen Sohn (* 1897). Als einziges ihrer vier Kinder wuchs Carl Friedrich bei seiner Mutter auf; die Eltern heirateten erst 1918. Er studierte in München, Kiel und Würzburg und promovierte zum Dr. jur. Er folgte beruflich seinem Vater bei der Bayerischen Landesbodenkreditanstalt und war dort Oberfinanzdirektor und später Vorstand. 1968 trat er in den Ruhestand.
Sein Bruder war der Brauereidirektor der Hackerbrauerei, Clemens Max Eisenberger.

## Ehrungen
- 1968: Verdienstkreuz 1. Klasse der Bundesrepublik Deutschland